# Gudmuntorp
Gudmuntorp är kyrkby i Gudmuntorps socken i Höörs kommun i Skåne, belägen söder om Snogeröd och Ringsjön.
Här ligger Gudmuntorps kyrka och en skola.